# Adršpach
Adršpach település Csehországban, Náchodi járásban. Adršpach Teplice nad Metují, Jívka és Chvaleč településekkel határos. Lakosainak száma 493 fő (2024. január 1.).

## Népesség
A település lakosságának változását az alábbi diagram mutatja:
| Lakosok száma | 1424 | 1538 | 1449 | 660  | 609  | 511  | 514  | 506  | 468  | 493  |
|               | 1869 | 1900 | 1921 | 1961 | 1980 | 2011 | 2016 | 2019 | 2021 | 2024 |